# Касоги
Касоги або Косоги — плем'я, що оселяло північне Прикавказзя, споріднене з черкесами.
У руських літописах існує назва адигейці. Їх неодноразово згадано у літописах:
- У 965 — Святослав переміг Ясів (Аланів) та Касогів.
- Тмутараканский князь Мстислав воює з ними, а в 1023 вони вже в його дружині під час походу на князя Ярослава.
- 1066 князь Ростислав Володимирович стягає данину з Касогів та інших.

Деякі прихильники народної етимології пов'язують з касогами[джерело?] і походження слова козаки. Ще у княжі часи частина касогів перейшла в середню Надніпрянщину і заснувала місто Черкаси[джерело?].